# Rolando Ames
Rolando Lorenzo Ames Cobián (Lima, 10 de enero de 1938) es un abogado, sociólogo, politólogo, catedrático y político peruano. Fue miembro de la Comisión de la Verdad y Reconciliación desde el 2001 hasta el 2003 y senador en el periodo 1985-1990. Se desempeña actualmente como profesor principal del Departamento de Ciencias Sociales de la Pontificia Universidad Católica del Perú.

## Biografía
Hijo de Florián Ames Gonzáles, natural de Huancayo y Zoila García-Cobián Bueno, de Cajabamba. Nació en la ciudad de Lima, el 10 de enero de 1938.
Ingresó en 1956 a la Universidad Nacional Mayor de San Marcos, donde obtuvo un bachillerato en Filosofía y una licenciatura en Derecho y Ciencias Políticas. Gracias a una beca, Ames siguió la licenciatura de Ciencias Políticas en la Universidad Católica de Lovaina en Bélgica. Posteriormente, estudió una maestría en Sociología en la Pontificia Universidad Católica del Perú.
En la actualidad, ocupa el cargo de presidente del Consejo Directivo de la Escuela de Gobierno y Políticas Públicas de la Pontificia Universidad Católica del Perú y de coordinador de la Plataforma para la Reflexión Política en dicha unidad académica.
Ames es profesor principal del Departamento de Ciencias Sociales de la Pontificia Universidad Católica del Perú. Fue coordinador académico de la especialidad de Ciencia Política y Gobierno, jefe del Departamento de Ciencias Sociales y decano de la Facultad de Ciencias Sociales.
Está casado con Carmen Lora, especialista en estudios de género e integrante de la Mesa de Concertación para la Lucha contra la Pobreza.

## Trayectoria política
Fue parte del Partido Demócrata Cristiano. Durante el gobierno de Juan Velasco Alvarado, fue cercano al SINAMOS, aunque prefiriendo trabajar con los sectores populares. Fue uno de los líderes de Izquierda Unida, acompañando la candidatura de Alfonso Barrantes a la presidencia de la República en las elecciones generales de 1985. Desde mediados de los ochenta, inspirado en la Teología de la liberación, Ames adquirió una presencia importante en los órganos directivos de Izquierda Unida (IU). Barrantes le pidió a Rolando Ames que confeccionara la lista a senadores por Izquierda Unida. Además, se dedicó a trabajar con los grupos de IU y dar charlas de captación. Luego constituiría el Movimiento de Afirmación Socialista (MAS) junto a Henry Pease.

### Senador
Rolando Ames postuló al Senado de la República por IU y resultó elegido para el periodo parlamentario 1985-1990.
Como parlamentario, en 1987 presidió la comisión que investigó la matanza en los penales ocurrido en el primer gobierno de Alan García. Intentó ser reelegido como senador en las elecciones parlamentarias de 1990, sin embargo, no resultó elegido.

### Miembro de la CVR
En 2001, luego de la caída de la dictadura de Alberto Fujimori, Ames es convocado por el entonces presidente Valentín Paniagua para integrar la Comisión de la Verdad y Reconciliación. Permaneció en el cargo hasta el 2003 en el gobierno de Alejandro Toledo.